# Gumaga nigra
Gumaga nigra är en nattsländeart som först beskrevs av Martin E. Mosely 1938.  Gumaga nigra ingår i släktet Gumaga och familjen krumrörsnattsländor. Inga underarter finns listade i Catalogue of Life.